# São Luiz do Norte
São Luíz do Norte é um município brasileiro do estado de Goiás. Situado na região do Vale do São Patrício, sua população segundo o Censo 2022 pelo Instituto Brasileiro de Geografia e Estatística (IBGE) era de 4 837 habitantes.
O Município engloba algumas comunidades como Cafelândia, Lavrinhas e as quilombola Porto Leocárdio (Leocádio) e Córrego do Luca.
É margeada pelo Rio das Almas.

## História
São Luiz do Norte tornou-se distrito do município de Itapaci em 1982, mediante a Lei Estadual nº 9.160/82. Seis anos depois, em 1988, o distrito foi elevado à categoria de município, desmembrando-se de Itapaci e mantendo sua denominação de São Luiz do Norte, já utilizada à época em que era distrito. Sua instalação definitiva deu-se em 1º de junho de 1989.

### Povoado de Lavrinhas
Lavrinhas de São Sebastião, localizado a 19 km de São Luiz do Norte, fez parte do trajeto de bandeirantes. 
Em alguns locais do povoado ainda existem evidências de escavações feitas com o objetivo de explorar o ouro que seguia o curso do rio. Depois da saída dos bandeirantes da região, alguns escravos se esconderam formando uma pequena comunidade.